# Podezření (film, 2000)
Podezření (v anglickém originále Under Suspicion) je americký kriminální film z roku 2000. Režisérem filmu je Stephen Hopkins. Hlavní role ve filmu ztvárnili Gene Hackman, Morgan Freeman, Thomas Jane, Monica Bellucciová a Nydia Caro.

## Obsazení
| Gene Hackman        | Henry Hearst      |
| Morgan Freeman      | Victor Benezet    |
| Thomas Jane         | Felix Owens       |
| Monica Bellucciová  | Chantal Hearst    |
| Nydia Caro          | Isabella          |
| Miguel Ángel Suárez | Superintendant    |
| Pablo Cunqueiro     | Castillo          |
| Isabel Algaze       | Camille Rodriguez |